# Tirreno-Adriatico 2023
De Tirreno-Adriatico 2023 was de 58e editie van deze Italiaanse etappekoers. De wedstrijd maakte deel uit van de UCI World Tour 2023. Titelhouder was de Sloveen Tadej Pogačar. Hij werd opgevolgd door zijn landgenoot Primož Roglič.

## Deelnemende ploegen
Er mochten dit jaar vijfentwintig ploegen deelnemen van organisator RSC; zeventien ploegen rechtstreeks uit de UCI World Tour en zeven via wildcards van het ProContinentale niveau: Green Project-Bardiani-CSF-Faizanè, EOLO-Kometa, Israel-Premier Tech, Q36.5 Pro Cycling Team, Team Corratec, Team TotalEnergies en Tudor Pro Cycling Team. Zij verschenen met elk zeven renners aan de start wat het deelnemersveld tot 175 bracht.

## Etappe-overzicht
| Etappe | Datum    | Start - Finish                                      | Afstand | Type                | Winnaar          | Klassementsleider |
| ------ | -------- | --------------------------------------------------- | ------- | ------------------- | ---------------- | ----------------- |
| 1e     | 6 maart  | Lido di Camaiore – Lido di Camaiore                 | 13,9 km | Individuele tijdrit | Filippo Ganna    | Filippo Ganna     |
| 2e     | 7 maart  | Camaiore – Follonica                                | 210 km  | Vlakke rit          | Fabio Jakobsen   | Filippo Ganna     |
| 3e     | 8 maart  | Follonica – Foligno                                 | 216 km  | Vlakke rit          | Jasper Philipsen | Filippo Ganna     |
| 4e     | 9 maart  | Greccio – Tortoreto                                 | 218 km  | Heuvelrit           | Primož Roglič    | Lennard Kämna     |
| 5e     | 10 maart | Morro d'Oro – Sarnano                               | 168 km  | Bergrit             | Primož Roglič    | Primož Roglič     |
| 6e     | 11 maart | Osimo – Osimo                                       | 193 km  | Heuvelrit           | Primož Roglič    | Primož Roglič     |
| 7e     | 12 maart | San Benedetto del Tronto – San Benedetto del Tronto | 154 km  | Vlakke rit          | Jasper Philipsen | Primož Roglič     |

## Klassementsverloop
| Etappe       | Winnaar          | Algemeen klassement · | Puntenklassement · | Bergklassement · | Jongerenklassement · | Ploegenklassement · |
| ------------ | ---------------- | --------------------- | ------------------ | ---------------- | -------------------- | ------------------- |
| 1            | Filippo Ganna    | Filippo Ganna         | Filippo Ganna      | niet uitgereikt  | Magnus Sheffield     | INEOS Grenadiers    |
| 2            | Fabio Jakobsen   | Filippo Ganna         | Filippo Ganna      | Stefano Gandin   | Magnus Sheffield     | INEOS Grenadiers    |
| 3            | Jasper Philipsen | Filippo Ganna         | Jasper Philipsen   | Davide Bais      | Magnus Sheffield     | INEOS Grenadiers    |
| 4            | Primož Roglič    | Lennard Kämna         | Jasper Philipsen   | Davide Bais      | João Almeida         | BORA-hansgrohe      |
| 5            | Primož Roglič    | Primož Roglič         | Primož Roglič      | Primož Roglič    | João Almeida         | BORA-hansgrohe      |
| 6            | Primož Roglič    | Primož Roglič         | Primož Roglič      | Primož Roglič    | João Almeida         | UAE Team Emirates   |
| 7            | Jasper Philipsen | Primož Roglič         | Primož Roglič      | Primož Roglič    | João Almeida         | UAE Team Emirates   |
| 0Eindstanden | 0Eindstanden     | Primož Roglič         | Primož Roglič      | Primož Roglič    | João Almeida         | UAE Team Emirates   |

1966 · 1967 · 1968 · 1969 · 1970 · 1971 · 1972 · 1973 · 1974 · 1975 · 1976 · 1977 · 1978 · 1979 · 1980 · 1981 · 1982 · 1983 · 1984 · 1985 · 1986 · 1987 · 1988 · 1989 · 1990 · 1991 · 1992 · 1993 · 1994 · 1995 · 1996 · 1997 · 1998 · 1999 · 2000 · 2001 · 2002 · 2003 · 2004 · 2005 · 2006 · 2007 · 2008 · 2009 · 2010 · 2011 · 2012 · 2013 · 2014 · 2015 · 2016 · 2017 · 2018 · 2019 · 2020 · 2021 · 2022 · 2023 · 2024· 2025
Tour Down Under ·
Great Ocean Road Race ·
Ronde van de Verenigde Arabische Emiraten ·
Omloop Het Nieuwsblad ·
Strade Bianche ·
Parijs-Nice · 
Tirreno-Adriatico · 
Milaan-San Remo ·
Ronde van Catalonië ·
Classic Brugge-De Panne ·
E3 Saxo Bank Classic ·
Gent-Wevelgem ·
Dwars door Vlaanderen ·
Ronde van Vlaanderen ·
Ronde van het Baskenland ·
Parijs-Roubaix ·
Amstel Gold Race ·
Waalse Pijl ·
Luik-Bastenaken-Luik ·
Ronde van Romandië ·
Eschborn-Frankfurt ·
Ronde van Italië ·
Critérium du Dauphiné ·
Ronde van Zwitserland ·
Ronde van Frankrijk ·
Clásica San Sebastián ·
Ronde van Polen ·
BEMER Cyclassics ·
Renewi Tour ·
Ronde van Spanje ·
Bretagne Classic ·
GP van Quebec ·
GP van Montréal ·
Ronde van Lombardije ·
Ronde van Guangxi